# Google Stadia
Stadia var en prenumerationsbaserad streamingtjänst för cloud gaming, från Google. som stängdes ner den 18 januari 2023.
Stadia lät användare strömma datorspel till spelare upp till 4K-upplösning med 60 bilder per sekund med stöd för högt dynamiskt omfång (HDR) via företagets många datacenter. Den var tillgänglig via Chromecast Ultra- och Android TV-enheter, webbläsaren Google Chrome på persondatorer samt andra Chromium-baserade webbläsare, Stadia-mobilappen på Android-smarttelefoner som stöds, och Chrome OS-surfplattor. Det fanns också ett experimentläge med stöd för alla Android-enheter som kan installera Stadia-mobilappen. I december 2020 släppte Google en iOS webbläsarbaserad progressiv webbapplikation för Stadia, som möjliggjorde spel i webbläsaren Safari.
Stadia krävde att användare köpt spel från sin butik för att kunna streama dem. Medan bastjänsten i övrigt är gratis. Det fanns även ett månadsabonnemang på Pro-nivå användare att streama i upp till 4K-upplösning, 5.1 surroundljud och en växande samling gratisspel som användaren hade tillgång till under prenumerationen. Båda nivåerna tillät användare att spela multiplayer online utan några extra kostnader. Stadia var integrerat med YouTube, och dess "state share" -funktion gjorde det möjligt för spelare att starta ett spel som stöds från ett sparat läge som delas av en annan spelare via permalänk. Tjänsten stödde Googles egenutvecklade Stadia-spelkontroller, tillsammans med olika handkontroller som inte kommer från Stadia via USB- och Bluetooth-anslutningar.
Känd under utveckling som Project Stream, tjänsten debuterade genom en stängd beta som kör Assassin's Creed Odyssey i oktober 2018. Stadia lanserades offentligt den 19 november 2019 i utvalda länder. Den 8 april 2020 lanserade Google den kostnadsfria bastjänsten Stadia. Tjänsten konkurrerade med Sonys PlayStation Now, Nvidias GeForce Now, Amazons Luna och Microsofts Xbox Cloud Gaming. Stadia fick initialt ett blandat mottagande från recensenter, med mest kritik mot dess innehållsbibliotek och bristen på utlovade funktioner.

## Beskrivning
Stadia möjliggjorde strömning av tv-spel över Internet via Googles datorhallar. Tjänsten var tillgänglig via webbläsaren Google Chrome, surfplattor, smarta tv-apparater, digitala mediaspelare och Chromecast.
Stadia fanns i 2 olika abonnemangsformer; Stadia Pro och Stadia Free
Stadia Pro var tillgängligt genom en månadskostnad med en större rabatt på flertalet spel, 4K-upplösning samt gratis tillgång till utvalda spel varje månad.
Stadia Free var gratis med endast upp till 1080p-upplösning.

## Tekniska detaljer
Stadia stödde 4K-upplösning och 60 bilder per sekund och 5.1-surroundljud.
Stadia fanns med egen spelkontroll men stödde även flertalet kontroller från andra tillverkare som exempelvis Playstation och XBOX.

## Lansering
Tjänsten släpptes 19 november 2019, i utvalda länder bland annat Sverige. Stadia konkurrerade med Sonys Playstation Now-tjänst, Nvidias Geforce Now och Microsofts Xcloud.

### Spel som blev tillgängliga på releasedagen[8]
- Assassin's Creed Odyssey
- Destiny 2: The Collection
- Gylt
- Just Dance 2020
- Kine
- Mortal Kombat 11
- Red Dead Redemption 2
- Samurai Shodown
- Thumper
- Tomb Raider: Definitive Edition
- Rise of the Tomb Raider
- Shadow of the Tomb Raider: Definitive Edition

## Avveckling
Den 29 september 2022 meddelade Google att Google Stadia skulle stängas ner den 18 januari 2023.